# Galerie umění Alberty
Galerie umění Alberty (angl. Art Gallery of Alberta) je veřejná galerie výtvarného umění v Edmontonu, hlavním městě kanadské provincie Alberta.
Pod názvem Edmontonské muzeum umění byla založena v roce 1924. Původní samostatná budova z roku 1968 navržená v brutalistním slohu Donem Bittorfem byla do dnešní podoby přestavěna dle návrhů architekta Randalla Stouta, otevřena byla 31. ledna 2010.
Sbírka má rozsah přibližně 5000 výtvarných děl.